# Sukabumi (Tiga Dihaji)
Sukabumi is een bestuurslaag in het regentschap Ogan Komering Ulu Selatan van de provincie Zuid-Sumatra, Indonesië. Sukabumi telt 1482 inwoners (volkstelling 2010).